# 山崎晴可
山崎 晴可（やまざき はるか、山崎はるか、1968年11月1日-）は原作者、コンピュータ技術者。高知県高知市生まれ。男性。
大阪芸術大学・文芸学科在学中に婦人雑誌より原作者デビュー。テレビ番組の原作・原案、プログラミング雑誌のコラムで活動。
そのほか、ソフトウェア作者として『ぱるす』『プロキシランチャー』『ブラックホール』他を製作。ダイアモンドアプリコット電話研究所 代表取締役。

## 経歴
高知県高知市に生まれる。高知県立高知西高等学校卒業、大阪芸術大学文芸学科中退。
在学中に『comic I』（主婦と生活社）で原作者デビュー、ペンネームは“速水涼太郎”（はやみりょうたろう）、文芸同人誌『立夏』に「東家の人」(1987～1988)などを連載。「青春群像-加藤登紀子」など、ローカルTV番組の構成を担当。
上京後、大手測量会社の研究所に入社、カーナビゲーション地図の製作・開発に携わった。
1992年、「ダイアモンドアプリコット」を設立。主に電話回線に関するソフトウェアを開発。また、多くのフリーウェアを発表した。
ソフトバンクBB株式会社 技術顧問、ダイアモンドアプリコット電話研究所 代表取締役。

### ソフトウェアに対する取り組み
ソフトウェアを、製品でなく作品と呼ぶことが特徴。数名のスタッフが分業し、最低限の機能の実装がされるとリリース候補版として市場に出し、インクリメント作業（機能の追加）はユーザーの意見公募で行うスタイルをとる。ひとつのバージョンスパンが非常に長くとられ、『ブラックホール』は20年間1.x系が続いている。

フリーウェアでは、システムセキュリティについての攻撃的な機能を実装していることが多い。それらに建前はあるが建前とは異なる使われ方を事実上容認し、これを流通市場に乗せたことから、日本ではじめて“商業的に成功したハッカー”と紹介された。
1997年、石川英治に誘われ、ハッカー集団「UGTOP」を結成。同サイトで発表したオルゴトロン98は着メロブームの先駆けとなった。

### 社会活動
ストーカー問題の専門家/ボランティア活動家である。
ストーカーを退治するのではなく、ストーカーと被害者の両方に改善アドバイスが必要という立場をとる。
1998年にボランティア活動がフジテレビ・FNNスーパーニュースで紹介され、その後、同/共同テレビ制作による「ストーカーバスター」として2000年までNONFIX枠でシリーズ化されている。

## 作品

### ソフトウェア
- 1993年 - 『ぱるす』（ダイアモンドアプリコット）
- 1994年 - 『DOUBLE LINE 120』（ダイアモンドアプリコット）
- 1994年 - 『PPD』（ダイアモンドアプリコット）
- 1995年 - 『TheEarth』（ダイアモンドアプリコット）
- 1995年 - 『Venus』（ダイアモンドアプリコット）
- 1996年 - 『ブラックホール』（ダイアモンドアプリコット）
- 1997年 - 『プロキシランチャー』（UGTOP）
- 1997年 - 『ベルパー』（ダイアモンドアプリコット電話研究所）
- 1998年 - 『オルゴトロン98』（UGTOP）

### 単著・連載
- 『インターネットツール構築論』 白夜書房 2002年3月 ISBN 4893677543
- 『ざっくりわかるインターネットプログラミング』（月刊「Windows Developer Magazine」翔泳社、2005年4月 - 2006年5月）
- 『保護観察官』（ 「ハッカージャパン」白夜書房、2009年3月 -　）

### テレビ
- 青春群像 - 加藤登紀子（1990年・高知放送・脚本）
- ストーカーバスター（1998年-2001年・フジテレビ）